# Paul Stanton
Paul Stanton (* 22. Juni 1967 in Boston, Massachusetts) ist ein ehemaliger US-amerikanischer Eishockeyspieler, der in der NHL für die Pittsburgh Penguins, die Boston Bruins und die New York Islanders sowie in der DEL für die Adler Mannheim, die Nürnberg Ice Tigers und die Frankfurt Lions spielte.

## Spielerkarriere
Der 1,86 m große Verteidiger begann seine Karriere im Team der University of Wisconsin im Spielbetrieb der NCAA, bevor er beim NHL Entry Draft 1985 als 149. in der achten Runde von den Penguins ausgewählt (gedraftet) wurde.
Zunächst spielte der Rechtsschütze bei den Muskegon Lumberjacks, einem Pittsburgh-Farmteam in der International Hockey League, schon im nächsten Jahr gehörte er allerdings dauerhaft zum Stammkader der Pinguins. Mit dem Franchise aus Pennsylvania gewann Stanton 1991 und 1992 den Stanley Cup, zur Saison 1993/94 wechselte er schließlich zu den Boston Bruins. Allerdings wurde er sowohl bei seinem Engagement bei den Bruins als auch später bei den NY Islanders immer öfter bei tiefklassigen Farmteams eingesetzt, sodass er sich schließlich entschloss, nach Europa zu wechseln.
Für die Adler Mannheim stand der Amerikaner fünf Jahre lang auf dem Eis und gewann 1997, 1998 und 1999 die Deutsche Meisterschaft. Es folgten zwei Spielzeiten bei den Nürnberg Ice Tigers sowie zwei Spielzeiten bei den Frankfurt Lions, mit denen er 2004 als Kapitän seine vierte Meisterschaft in der DEL feiern konnte. In seiner ersten Frankfurter Saison war Stanton mit 167 Strafminuten der meistbestrafte Spieler in der gesamten DEL-Hauptrunde.
Zur Spielzeit 2004/05 wechselte er schließlich zu den Malmö Redhawks, wo er nach einem Jahr seine Karriere beendete. Heute ist Stanton als Trainer des Eishockeyteams der Florida Gulf Coast University aktiv.

### International
Für die US-amerikanische Eishockeynationalmannschaft bestritt Paul Stanton insgesamt 13 Partien bei den Eishockey-Weltmeisterschaften 1995 und 1996, als das Team USA die Bronzemedaille gewann.

## Erfolge und Auszeichnungen
| - 1988 WCHA Second All-Star Team - 1988 NCAA West First All-American Team - 1988 Broadmoor-Trophy-Gewinn mit der University of Wisconsin–Madison - 1989 WCHA First All-Star Team - 1991 Stanley-Cup-Gewinn mit den Pittsburgh Penguins - 1992 Stanley-Cup-Gewinn mit den Pittsburgh Penguins | - 1997 Deutscher Meister mit den Adler Mannheim - 1998 Deutscher Meister mit den Adler Mannheim - 1999 Deutscher Meister mit den Adler Mannheim - 2002 Teilnahme am DEL All-Star Game - 2003 Teilnahme am DEL All-Star Game - 2004 Deutscher Meister mit den Frankfurt Lions |

### International
- 1996 Bronzemedaille bei der Weltmeisterschaft

## Karrierestatistik
(Legende zur Spielerstatistik: Sp oder GP = absolvierte Spiele; T oder G = erzielte Tore; V oder A = erzielte Assists; Pkt oder Pts = erzielte Scorerpunkte; SM oder PIM = erhaltene Strafminuten; +/− = Plus/Minus-Bilanz; PP = erzielte Überzahltore; SH = erzielte Unterzahltore; GW = erzielte Siegtore; 1 Play-downs/Relegation; Kursiv: Statistik nicht vollständig)